# Корнієвський Олександр Самійлович
Олекса́ндр Самі́йлович Корніє́вський (21 березня 1889, Данилівка — 31 січня 1988, Корюківка) — український бандурист, автор хроматичної концертної бандури.

## Біографія
Народився 21 березня 1889 року в селі Данилівці (тепер Менського району Чернігівської області) в селянській родині. Спочатку вчився в Данилівській початковій школі, потім у міністерському училищі в Мені. А закінчивши 1907 року тамтешнє ремісниче училище, став столяром-червонодеревником.
Коли 1904 року в Києві після організованого Українським музичним товариством «Боян» концерту бандуриста Т. Пархоменка на вдосконаленій Корнієвським бандурі слухачі почали цікавитись, де можна замовити бандуру, той радив усім звертатися до Менського ремісничого училища й називав ім'я молодого майстра О.Корнієвського.
Замовниками його часто були люди заможні, отже, доводилося враховувати побажання, щоб інструмент мав не тільки чудове звучання, а й зовні мав мистецький вигляд. На пораду М. Лисенка, В. Самійленка та інших шанувальників бандури О. Корнієвський додає підструнки для діезів та бемолів і надає бандурі хроматичного звучання, збільшує діапазон октав з двох до чотирьох-п'яти. Саме ця, нова, удосконалена бандура стала інструментом, на якому можна виконувати будь-який музичний твір. 1913 року на Всеросійській виставці бандури майстра відзначено бронзовою медаллю.

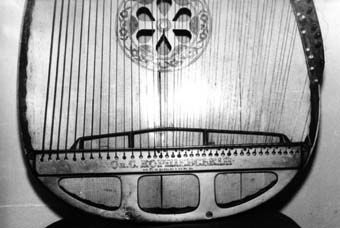
Деталь кобилки на бандурі О. Корнієвського

Влітку 1915 року О. Корнієвського забрали до війська. У Глухів, де він служив, дружина одразу ж привезла йому бандуру. Майстер і на фронті не забував про свій інструмент. Почав давати платні концерти, кошти від яких ішли у фонд поранених.
Коли почалася громадянська війна, О. Корнієвський повернувся в Мену, а згодом переїхав до Корюківки. У 1927 році його інструменти експонувалися на окружній виставці в Конотопі.
Не обминула лиха доля й О. Корнієвського. Непомірні податки й загроза арешту змусили його ще 1929 року виїхати до Лохвиці.
Заарештований 16.08.1937, за постановою «трійки» при УНКВД Чернігівської області від 19.11.1937 за участь у діяльності української антирадянскої націоналістичної організації, проведення агітації ув'язненний до ВТТ на 10 років. Покарання відбував у Амурському ВТТ з 31.01.1938 і Свободлазі; працював музичним майстром.
О. Корнієвський і в концтаборі злагодив собі бандуру.
Після звільнення (28.08.1947), по смерті Сталіна, деякий час проживав у Сибіру, доти у 1961 році купив у Корюківці хату, а наступного переселився в рідні місця. Реабілітований 10.01.1959.
Працював і в наступні два десятиріччя. Останню свою 180-ту двогрифну бандуру «Ювілейну» зробив 1980-го, дев'яносторічним. Останні роки життя майстра були особливо тяжкі: ревматизм скував пальці, не даючи змоги заграти на улюбленому інструменті.
Помер О. Корнієвський 31 січня 1988 року на 99 році життя.
Серед учнів Корнієвського був Ісаак Левит, бандурист із Слобожанщини. 

## Автор хроматичної концертної бандури
Олександр Корнієвський створив новий музичний інструмент — хроматичну концертну бандуру. Він взяв за основу кобзу Терентія Пархоменка і добавив поміж струнами півтонові приструнки. Значно збільшив кількість струн, придумав і поставив на струнах демфер-перемикачі.

## Родинні зв'язки
- Батько Самійло з 1861 по 1873 рік відбував військову службу на Північному Кавказі. У тому ж полку служив поручником Л. Толстой, і вони один одного добре знали. У 1896 і 1898 роках Л.Толстой інкогніто, «подорожнім селянином», збирав матеріал для своїх творів про життя малоземельних селян і причини селянських заворушень на Чернігівщині. Письменник двічі гостював у С.Корнієвського, який тоді був у Мені волосним писарем.
- донька Віра — загинула в блокадному Ленінграді
- дружина — Е. Корнієвська — спалена 1943 року в Корюківці у власній хаті.

## Вшанування пам'яті
Нині тут відкрито меморіальну кімнату О. Корнієвського, його ім'ям названо вулицю. Музичні інструменти майстра відомі далеко поза Україною. Автор їх підписував і датував, тому їх легко відшукати серед музейних колекцій. Найбільшу кількість їх мають музей бандур у Ялті (завдяки художньому керівникові капели бандуристів Олексію Ниркові), Чернігівський історичний музей імені В.Тарновського, меморіальна кімната Корнієвського в Корюківці, Музей народної архітектури та побуту України (Київ) та Корюківська школа мистецтв ім. О. С. Корнієвського. У цій останній колекції сім бандур майстра. Найдавніша з них датована 1912 роком.
В історію української культури Олександр Корнієвський увійшов як майстер музичних інструментів (насамперед бандур) і як художник-оформлювач (оздоблював свої вироби різьбленням, інтарсією, інкрустацією, малюваннями).